# Figyelmi pislogás
Figyelmi pislogásnak nevezzük azt a jelenséget, amikor a feldolgozórendszert egy bizonyos inger figyelmi feldolgozása időlegesen veszi igénybe, és ezt követően a beérkező ingerek észlelésében zavar keletkezhet. A figyelmi pislogás megnevezés párhuzamot von a pislogással, hiszen ahogy a figyelmi működés lezárja az információfeldolgozás útját, úgy a pislogás időlegesen lezárja a fényét.
Számos módszer alkalmas a jelenség bemutatására, legtöbbször azonban a gyors vizuális szeriális ingeradás módszerét szokták említeni. Ebben a feladatban szünet nélkül követve egymás után képek jelennek meg. A képek csak rövid ideig, kb. 100 ms-ig láthatók. A kísérletben a kísérleti személyeket arra kérik, hogy mondják meg egy 15-20 ingerből álló sorozat megtekintése után, hogy melyik lehetséges célingert látták, melyik inger szerepelhetett a sorozatban.
Vogel és munkatársai például olyan kísérletet végeztek, ahol fekete színű betűsorból állt a képek többsége (pl. TRTPOATM). Egy számokból álló sor is szerepelt azonban a sorozatban, ez volt az első célinger, emellett egy értelmes szó is, amely különböző betűk közé volt rejtve (pl. KÉNÉZRB, ez volt a második célinger). A kísérleti személyek be kellett számoljanak a számsorról, és azt is meg kellett mondaniuk, hogy mi volt a szó. Az ehhez hasonló kísérletek túlnyomó többségében az az eredmény, hogy a teljesítmény visszaesik a második célingerre, ha az első célingert az 200-400 ezredmásodperccel követi. Amennyiben közvetlenül követi, a teljesítmény lehet jó, és akkor is, ha a két célinger között 3-4 közömbös inger is volt.
Érdekes, hogy az olyan célingerek is kiválthatnak implicit hatást, melyekre a személyek nem is emlékeznek, nem képesek róla beszámolni.
Shapiro és munkatársai egyik kísérletükben például rávilágítottak arra, hogy az ilyen ingerek jelentése előfeszítő hatást gyakorolhat későbbi ingerek feldolgozására. A figyelmi pislogás hátterében tehát olyan folyamat állhat, amely működése során az inger jelentése kialakul.